# Tillandsia grandis
Tillandsia grandis là một loài thuộc chi Tillandsia. Đây là loài bản địa của México.

## Hình ảnh

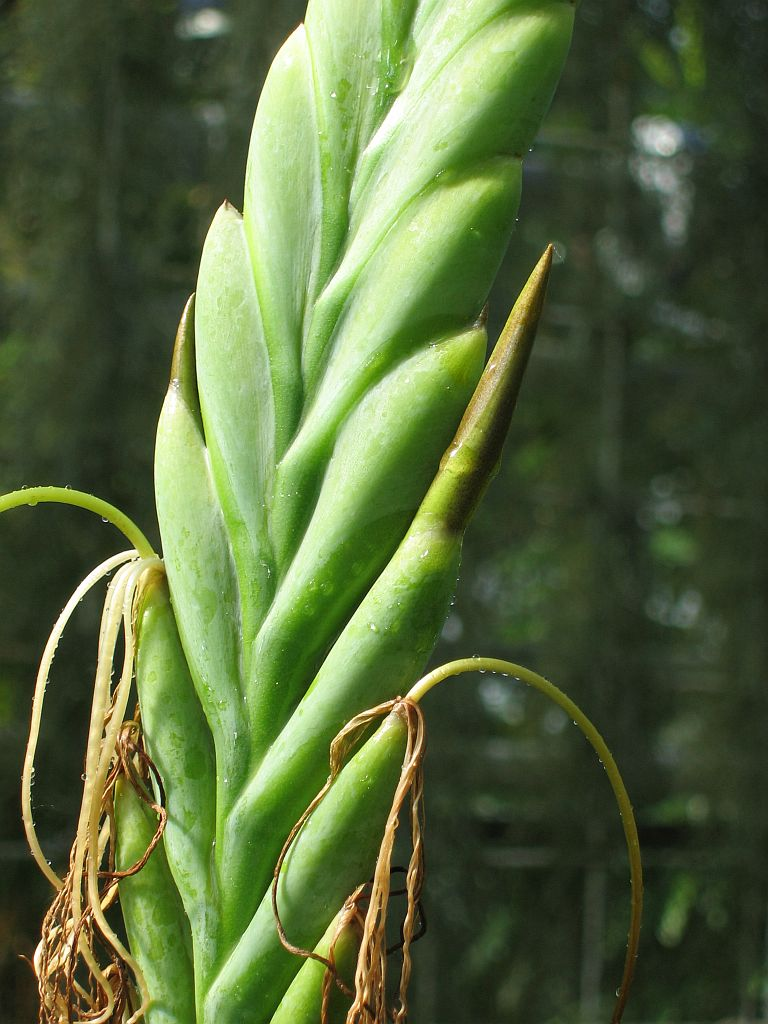
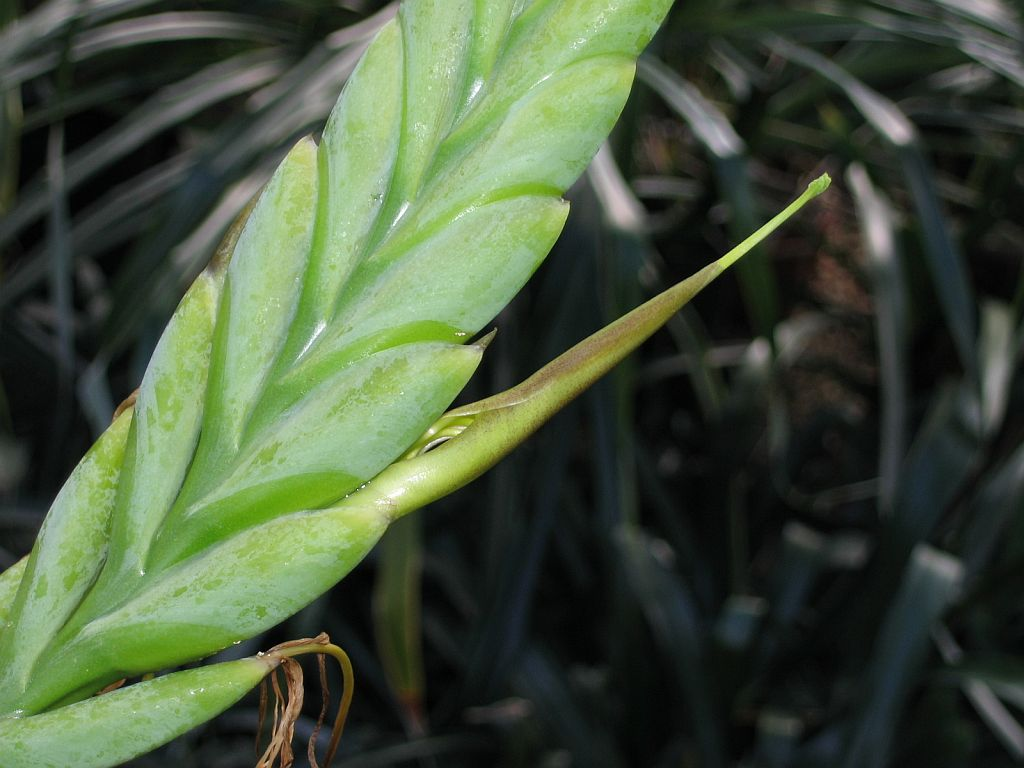
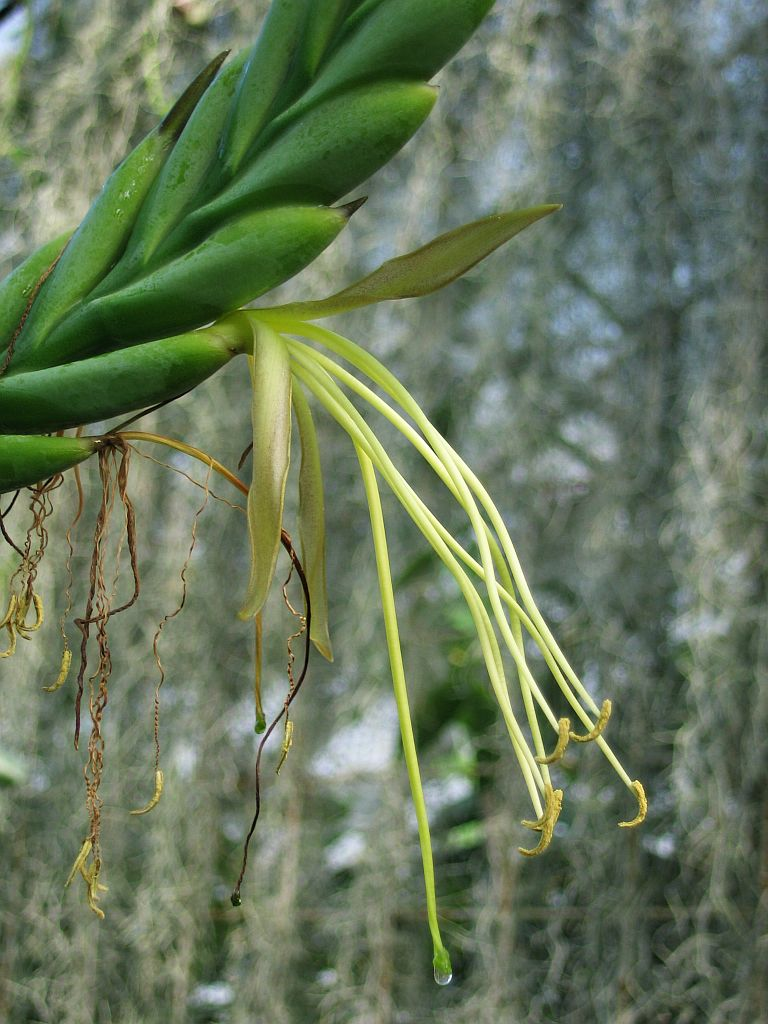
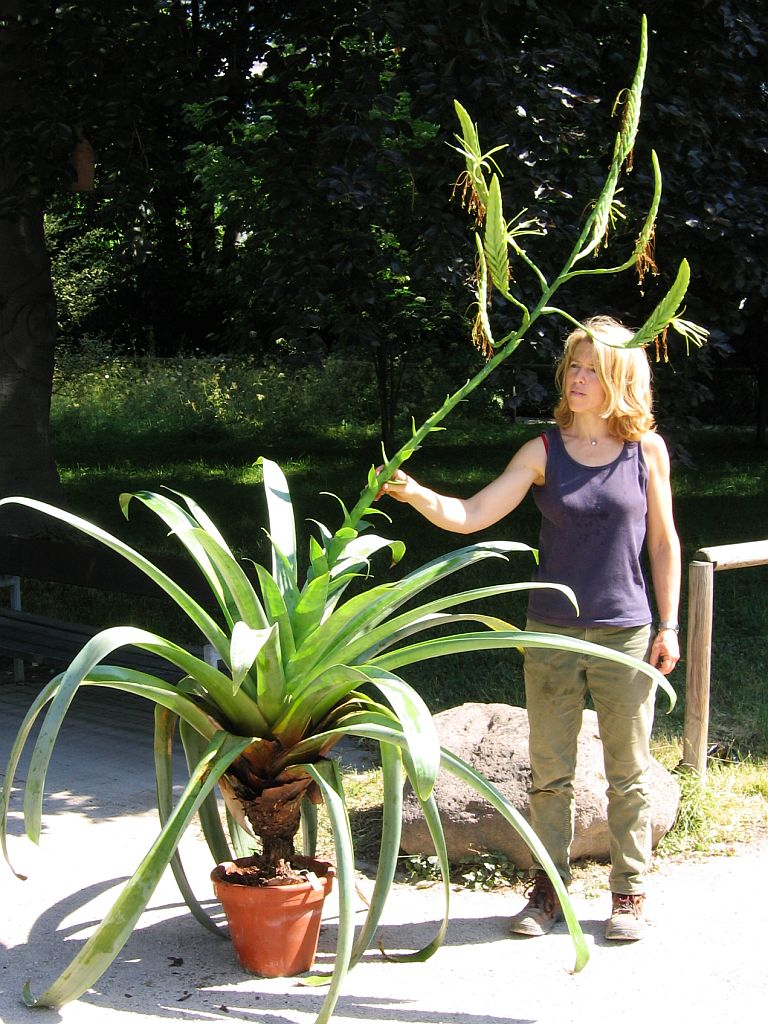